# 土瓜灣基本污水處理廠
土瓜灣基本污水處理廠（英語：To Kwa Wan Preliminary Treatment Works）是位於香港九龍土瓜灣的一座污水處理廠。該廠於1990年啓用，負責東九龍污水之基本處理，包括篩除固體廢物和清除砂礫（污水中直徑超過6毫米的固體廢物及砂礫會被清除），再經淨化海港計劃的深層隧道輸往昂船洲污水處理廠。

## 鄰近
- 海心公園